# Valle de San Rafael
El valle de San Rafael es una pradera intermontaña en el este del condado de Santa Cruz en Arizona, Estados Unidos de América. El valle limita al oeste por la sierra de la Patagonia, al norte y noreste por las lomas de Canelo y al este por la sierra de Huachuca, en el condado de Cochise en Arizona. El valle es el lugar de nacimiento del río de Santa Cruz que discurre en dirección al sur, hacia Sonora en México, al este del sitio histórico de Lochiel. La concesión de tierras de Santa Cruz de la Znaja se ubica en el centro del valle, al norte de Lochiel.
La Conservación de la Naturaleza (Nature Conservancy) compró el sitio para establecer el Área Natural Estatal de San Rafael en dicho valle en 1999. Las áreas protegidas no están abiertas al público.